# Adaina montanus
Adaina montanus là một loài bướm đêm trong họ Pterophoridae. Loài bướm đêm này được tìm thấy ở trong Bắc Mỹ, bao gồm cả phía đông nam Canada và phía bắc-đông Hoa Kỳ. Con trưởng thành có sải cánh dài 16 mm. Đầu màu trắng và râu lóm đốm với phía trên hơi nâu. Ngực, bụng và chân màu trắng tuyết. Cánh sau lốm đốm màu nâu xám tro. Con trưởng thành bay vào tháng 7 trong năm. Ấu trùng ăn các loài thực vật Xanthium strumarium canadense và Symphyotrichum novi-belgii. Ấu trùng non được tìm thấy dưới mặt lá cây chủ.